# Going Back
Going Back er Phil Collins ottende studiealbum. Det blev udgivet den 13. september 2010 i Storbritannien og den 28. september 2010 i USA, og indeholdt coverversioner af soul-standarder fra 1960'erne udgivet på pladeselskabet Motown Records. Det var Collins' første nyindspillede soloalbum i otte år. Collins havde siden udgivelsen af Testify i 2002 primært koncentreret sig om at skrive musik til musicals og film, udgivelse af opsamlingsalbum og turnévirksomhed med Genesis.
Collins havde tidligere i karrieren indspillet og optrådt med covers af Motown-sange, herunder et cover af "You Can't Hurry Love", der blev nr. 1 i Storbritannien i 1982. Collins havde også sammen med Motown-sangskriveren Lamont Dozier skrevet den Motown-inspirerede "Two Hearts" til filmen Buster fra 1988 og havde indspillet Smokey Robinson & The Miracles' "Tears of a Clown" som en B-side til 2003-singlen "The Least You Can Do" og havde udgivet en liveversion af "My Girl" på den japanske udgave af Live from the Board i 1995 og senere på albummet fra 2004 Love Songs: A Compilation... Old and New.
Der findes to udgaver af albummet; en udgave med 18 sange og en anden udgave kaldet Going Back Ultimate Edition med 25 sange på CD samt et 29-sangs DVD sæt. Amazon.com har udgivet en særlig CD-R 25-sangs udgave. iTunes har en iTunes LP HD format udgivelser med 26 lydfiler, en musikvideo og andet indhold. Albummet blev markedsført bl.a. med en serie af liveoptrædener i sommeren 2010.
Collins antydede i interviews, at Going Back sandsynligvis ville blive hans seneste projekt, og at han overvejede at trække sig permanent tilbage fra musikken. Dette blev bekræftet i 2011, hvilket gør Going Back til Collins' sidste udgivelse. Collins har dog i slutningen af 2013 luftet muligheden for et comeback.

## Indspilning
Albummet blev indspillet med bl.a. Bob Babbitt, Eddie Willis og Ray Monette, der alle tre havde været en del af det berømte Motown-band The Funk Brothers, der som studiemusikere medvirkede på en lang række Motown-indspilninger i tiden fra 1959 til 1972. Albummet blev indspillet i Geneve i Schweiz under ledelse af Yvan Bing. Arbejdet med at mixe de endelige 25 sange fandt sted i perioden fra den 11. til den 20. januar. Collins var beæret over at have haft mulighed for at indspille med de oprindelige Funk Brothers og udtalte: 
| Citat | "To be able to have three of the surviving Funk Brothers play on all the tracks was unbelievable. There was one moment when they were tracking 'Heat Wave' that I experienced a wave of happiness and wonder that this was actually happening to me!". | Citat |
|       | |       |

I januar 2010 oplyste Chester Thompson, at albummet var færdigt og klar til udgivelse. Han oplyste også, at Collins havde været i stand til at spille trommer på albummet på trods af en tidligere operation i ryggen, der i en periode havde tvunget Collins til at opgive at fungere som trommeslager. Collins bekræftede, at det havde været nødvendigt at fastgøre trommestikkerne med tape til sine hænder for at kunne holde fast på stikkerne.
Indtil begyndelsen af 2010 var det planen at udsende albummet under titlen 18 Good Reasons med et cover stiliseret til at give mindelser om Motown-æraen. Med offentliggørelsen af et foto af en 13 år gammel Phil Collins ved sit trommesæt førte til, at billedet blev benyttet som cover på albummet, der herefter fik titlen Going Back. I et interview på programmet Today på NBC i september 2010 oplyste Collins, at det havde været nødvendigt for ham at betale for brugen af billedet af sig selv.

## Promotion og singler
Ved pressekonferencen i anledning af udgivelsen oplyste Collins, at idéen med albummet "ikke var at tilføre noget 'nyt' til de allerede fine sange, men at prøve at genskabe den lyd og de følelser Collins havde første gang, han hørte sangene. Meningen var at lave en 'gammel' plade, ikke en 'ny' plade".
Den 10. april 2010 blev Phil Collins' website aktiv igen i anledning af det nye album. Hjemmesiden havde været lukket siden 2008. Det første udgivelse af sangene "Too Many Fish in the Sea" blev givet til fri download for brugere, der tilmeldte sig hjemmesiden. Titelsangen "Going Back" blev spillet i radioen fra maj 2010 og kunne streames fra Collins' hjemmesiden kort efter.
Collins besluttede sig for at give en række koncerter i sommeren 2010 for promotion af Going Back. Koncerterne med titlen: "Up Close & Personal: Phil Collins Plays 60's Motown & Soul" indeholdt alene musikken fra det nye album og var ikke en del af den følgende verdensturne. Det første af disse shows blev annonceret den 14. april og fandt stedt i New Yorks Roseland Ballroom med tre optrædener fra den 23. til 25. juni. To shows i Philadelphia blev tilføjet til koncertrækken, og den 29. april blev det offentliggjort, at Collins også ville optræde på 2010 Montreux Jazz Festival. To dage senere blev det offentliggjort, at Phil Collins ville optræde med et enkelt show i London den 28. juni 2010. Showet i London blev sendt live på ITV1.
| Dato     | Koncertsted/Titel                 | By           | Land          |
| -------- | --------------------------------- | ------------ | ------------- |
| 20. juni | Electric Factory                  | Philadelphia | United States |
| 21. juni | Electric Factory                  | Philadelphia | United States |
| 23. juni | Roseland Ballroom                 | New York     | United States |
| 24. juni | Roseland Ballroom                 | New York     | United States |
| 25. juni | Roseland Ballroom                 | New York     | United States |
| 28. juni | Phil Collins...For One Night Only | London       | England       |
| 1. juli  | Montreux Jazz Festival            | Montreux     | Schweiz       |

Ved de seks koncerter medvirkede et orkester på 18 mand, herunder de tidligere Funk Brothers Bob Babbitt (bas), Eddie Willis (guitar) og Ray Monette (guitar). Endvidere medvirkede Daryl Stuermer (guitar) og Chester Thompson (trommer) (begge tidligere medvirket på Genesis' turneer), en hornsektion på fem mand og seks sangere (Amy Keys, Lamont Van Hooke, Lynne Fiddmont-Linsey, Connie Jackson-Comegys, Terron Brooks og Bill Cantos) samt percussionist og sanger Leslie Smith og keyboardspiller Brad Cole.
Andy Greene fra Rolling Stone anmeldte koncerten i New York og skrev: "Det er svært at undgå at lyde som et oppustet partyband, når man spiller en to timers koncert med udelukkende Motown og soul covers, men det lykkedes i aftes for Phil Collins i New York".
Under den sidste koncert i Montreux kom pladeproduceren Quincy Jones på scenen, hvor han hyldede Collins og festivalens leder Claude Nobs udtalte om Collins' show: "Han var fremragende. Der var masser af følelser og ægthed. Og festivalen er kun lige begyndt."  Collins selv fandt det fantastisk at optræde med sangene: "Numre som 'Dancing in the Street' er blandt de største singler, der nogensinde er lavet, men at optræde med dem var fantastisk."
Bob Babbitt bekræftede, at en live-DVD af det sidste show på Roseland Ballroom i New York var blevet optaget med henblik på udgivelse senere på året.
Både "(Love Is Like a) Heat Wave" og titelnummeret "Going Back" blev udgivet som singler fra albummet. Den 31. juli 2010 udsendte Atlantic Records musikvideoen til understøttelse af "(Love Is Like a) Heatwave". Den 24. august 2010 blev musikvideoen til "Girl (Why You Wanna Make Me Blue)" udgivet på Phil Collins' officielle YouTube kanal.

## Trackliste
| 1.            | "Girl (Why You Wanna Make Me Blue)"             | Norman Whitfield, Edward Holland, Jr.                              | 2:32  |
| 2.            | "(Love Is Like a) Heatwave"                     | Holland-Dozier-Holland                                             | 2:53  |
| 3.            | "Uptight (Everything's Alright)"                | Stevie Wonder, Sylvia Moy, Henry Cosby                             | 3:03  |
| 4.            | "Some of Your Lovin'"                           | Gerry Goffin, Carole King                                          | 3:19  |
| 5.            | "In My Lonely Room"                             | Holland-Dozier-Holland                                             | 2:25  |
| 6.            | "Take Me in Your Arms (Rock Me a Little While)" | Holland-Dozier-Holland                                             | 2:59  |
| 7.            | "Blame It on the Sun"                           | Wonder, Syreeta Wright                                             | 3:27  |
| 8.            | "Papa Was a Rollin' Stone"                      | Whitfield, Barrett Strong                                          | 6:44  |
| 9.            | "Never Dreamed You'd Leave in Summer"           | Wonder, Wright                                                     | 2:59  |
| 10.           | "Standing in the Shadows of Love"               | Holland-Dozier-Holland                                             | 2:42  |
| 11.           | "Do I Love You"                                 | Peter Anders, Phil Spector, Vincent Poncia Jr.                     | 2:50  |
| 12.           | "Jimmy Mack"                                    | Holland-Dozier-Holland                                             | 2:56  |
| 13.           | "Something About You"                           | Holland-Dozier-Holland                                             | 2:47  |
| 14.           | "Love Is Here and Now You're Gone"              | Holland-Dozier-Holland                                             | 2:40  |
| 15.           | "Loving You Is Sweeter Than Ever"               | Ivy Jo Hunter, Wonder                                              | 2:48  |
| 16.           | "Going to a Go-Go (sang)"                       | Warren Moore, William Robinson, Jr., Robert Rogers, Marvin Tarplin | 2:49  |
| 17.           | "Talkin About My Baby"                          | Curtis Mayfield                                                    | 2:47  |
| 18.           | "Going Back"                                    | Gerry Goffin, Carole King                                          | 4:36  |
| Total længde: | Total længde:                                   | Total længde:                                                      | 57:16 |

The Ultimate Edition

CD med 25 sange.
De syv Bonunumre på cd'en er:
- "Ain't Too Proud to Beg" (Whitfield/Holland) – 2:42
- "You've Been Cheatin'" (Mayfield) – 2:35
- "Don't Look Back" (Robinson/Ronald White) – 3:06
- "You Really Got a Hold on Me" (Robinson) – 3:07
- "Ain't That Peculiar" (Robinson/Tarplin/White) – 3:05
- "Nowhere to Run" (Holland-Dozier-Holland) – 3:06
- "Dancing in the Street" (Hunter/William "Mickey" Stevenson/Marvin Gaye) – 2:44

The Ultimate Edition

DVD Bonus Tracks
I tillæg til den udvidede CD med 25 sange indeholder DVD'en de samlede indspilninger fra Going Back - i alt 29 sange.
De fire ekstra sange på DVD'en er:
- "Too Many Fish in the Sea" (Whitfield/Holland) – 2:31
- "You Keep Me Hangin' On" (Holland-Dozier-Holland) (Sangen findes også på iTunes' udgave som Bonus Track) – 2:58
- "The Tears of a Clown" (Robinson/Wonder/Hank Cosby) – 3:00
- "Too Busy Thinking About My Baby" (Whitfield/Strong/Janie Bradford) – 3:07

DVD'en indeholder endvidere følgende video materiale:
- Going Back ... The Home Movie – En 87 minuters dokumentar indtalt af Phil Collins
- A Conversation With Phil Collins – 22 minuter dokumentar med interview med Phil Collins m.fl.
- Musikvideo "(Love Is Like a) Heatwave" og "Going Back"

## Medvirkende
- Phil Collins – trommer, sang
- Ray Monette – guitar
- Eddie Willis – guitar
- Bob Babbitt – bas
- Ronnie Caryl – akustisk
- Brad Cole – keyboards
- Connie Jackson-Comegys – backing vocals
- Lynne Fiddmont-Linsey – backing vocals
- Jason Rebello – piano, Vibrafon
- John Aram – trombone
- Guy Barker – trompet
- Tom Rees-Roberts – trompet
- Daryl Stuermer – guitar
- Phil Todd – baritonesaxofon, fløjte, piccolo
- Graeme Blevins – tenorsaxophone
- Menhuin Academy – strygere
- Celeste-Marie Roy – bassoon
- Yvan Bing – Produktionsteknikker

## Hitlisteplaceringer og certificeringer
Going Back gik direkte ind på den hollandske albumhitliste i ugen, der endte den 18. september 2010.
Going Back nåede nr. 1 på den britiske albumhitliste for ugen, der endte den 23. september 2010. Det var Collins' første topplacering i Storbritannien 12 år (efter ...Hits) og den første nr. 1 placering i UK i 17 år (Both Sides), hvis alene medregnes album med nyt materiale.
| Chart                           | Peak position |
| ------------------------------- | ------------- |
| Australian Albums Chart         | 2             |
| Austrian Albums Chart           | 3             |
| Belgien Flanderns Albums Chart  | 2             |
| Belgien Walloniens Albums Chart | 2             |
| Brazilian Top 30 Albums Chart   | 11            |
| Canadian Albums Chart           | 3             |
| Tjekkiets Albums Chart          | 2             |
| Dansk Albums Chart              | 4             |
| Hollandsk Albums Chart          | 1             |
| European Top 100 Albums         | 1             |
| Finsk Albums Chart              | 41            |
| Fransk Albums Chart             | 3             |
| Tysk Albums Chart               | 2             |
| Græsk Albums Chart              | 6             |
| Ungarsk Albums Chart            | 9             |
| Irisk Albums Chart              | 10            |
| Italiensk Albums Chart          | 5             |
| Japansk Albums Chart            | 56            |
| Mexikansk Albums Chart          | 94            |
| New Zealands Albums Chart       | 1             |
| Norsk Albums Chart              | 9             |
| Polsk Albums Chart              | 13            |
| Portugisisk Albums Chart        | 30            |
| Spansk Albums Chart             | 3             |
| Svensk Albums Chart             | 3             |
| Schweizisk Albums Chart         | 4             |
| UK Albums Chart                 | 1             |
| US Billboard 200                | 34            |

| Chart (2010)                     | Rank |
| -------------------------------- | ---- |
| Belgisk Albums Chart (Flandern)  | 52   |
| Belgisk Albums Chart (Wallonien) | 37   |
| Hollandsk Albums Chart           | 22   |
| European Top 100 Albums          | 20   |
| Fransk Albums Chart              | 37   |
| Tysk Albums Chart                | 13   |
| Svensk Albums Chart              | 88   |
| Schweizisk Albums Chart          | 55   |
| Chart (2011)                     | Rank |
| Austrian Albums Chart            | 48   |